# L'Un contre l'autre (film, 2007)
Pour les articles homonymes, voir L'Un contre l'autre.
Pour plus de détails, voir Fiche technique et Distribution.
L'Un contre l'autre (Gegenüber) est un film allemand réalisé par Jan Bonny (de) et sorti en 2008.

## Synopsis
Georg Hoffmann est policier, Anne, son épouse, est institutrice. Leurs deux enfants ne vivent plus chez eux. Respectés et appréciés dans leurs milieux professionnels respectifs, ils forment apparemment un couple équilibré. Mais, ce n'est qu'une pure façade : Anne, insatisfaite, est devenue une femme violente qui maltraite son mari. Georg accepte avec résignation cette situation. Déchiré, le couple demeure pourtant uni face à l'adversité…

## Fiche technique
Sauf indication contraire, les informations mentionnées dans cette section peuvent être confirmées par la base de données cinématographiques IMDb,  présente dans la section « Liens externes ».
- Titre français : L'Un contre l'autre
- Titre original : Gegenüber
- Titre anglais : Counterparts
- Réalisation : Jan Bonny
- Scénario : Jan Bonny, Christina Ebelt
- Direction artistique : Michael Kalden, Sabine Steudter
- Décors : Tim Pannen
- Costumes : Frauke Firl
- Son : Rainer Heesch
- Photographie : Bernhard Keller
- Montage : Stefan Stabenow
- Production : Bettina Brokemper
- Sociétés de production : Heimatfilm, Westdeutscher Rundfunk (WDR)
- Sociétés de distribution : W-Filmproduktion & Filmverleih , W-film, Absolut MEDIEN
- Pays d'origine :  Allemagne
- Langue originale : allemand
- Format : couleurs - 1,85:1 - son DTS / Dolby Digital / SDDS
- Genre : drame
- Durée : 100 minutes (1h40)
- Dates de sortie :
  - France : 20 mai 2007 (Festival de Cannes/Quinzaine des réalisateurs), 30 avril 2008 (sortie nationale)
  - Allemagne : 14 février 2007 (Berlinale), 24 juin 2007 (Festival de Munich), 11 octobre 2007 (sortie nationale)
  - Belgique : 28 mai 2008

## Distribution
- Matthias Brandt : Georg Hoffmann
- Victoria Trauttmansdorff (en) : Anne Hoffmann
- Wotan Wilke Möhring : Michael Gleiwitz
- Susanne Bormann : Denise
- Anna Brass : Marie Hoffmann
- Pablo Ben-Yakov : Lukas Hoffmann
- Jochen Striebeck : Hans Josef
- Maria Körber : Mechthild
- Claus Dieter Clausnitzer : Andreas Hinreich
- Ole Ohlson : Robert
- Özgür Özata : Ahmet Celik
- Anne Ratte-Polle : Sabrina
- Till Butterbach : Collègue de police
- Guntram Brattia : Arzt

## Autour du film
- « Depuis le début des années 2000, le jeune cinéma allemand fait preuve d'une vitalité et d'une intelligence exceptionnelles », souligne Olivier Père. Parmi une pléiade de jeunes réalisateurs germaniques talentueux, il faut compter Jan Bonny, estime-t-il.
- L'Un contre l'autre (Gegenüber), son premier long métrage au cinéma, aborde le thème - souvent traité dans le cinéma allemand d'aujourd'hui - du couple, et plus spécifiquement celui de la violence conjugale, sujet fortement sensible. Or, la façon dont le film traite de ce problème relève d'un cas exemplaire : s'éloignant des vicissitudes du film à thèse, évitant l'écueil du sensationnalisme, l'œuvre de Jan Bonny procure plutôt une réelle « sensation de malaise » la conduisant sur la voie du thriller psychologique[1].
- « La caméra implacable, observe et suit les protagonistes, [...] renvoyant l'image de gens ordinaires. La précision de la mise en scène et l'interprétation époustouflante des acteurs principaux renforcent le réalisme et la noirceur du propos. »
- « Ce couple qui "surveille et punit" quotidiennement la société, pour reprendre le titre de l'essai de Michel Foucault, exprime en privé, par un retournement ironique du scénario, son incapacité à vivre une relation normale. »
- La singularité du film réside également en ceci : « Anne et Georg sont l'un contre l'autre, c'est-à-dire qu'ils ne s'opposent pas mais forment paradoxalement un couple extraordinairement soudé. » Cette complicité est fondamentalement attachée à « la rencontre de deux névroses, deux formes d'insécurité : Anne souffre d'être une faible femme - en face de son père - et le fait payer à son mari ; Georg souffre d'être un homme et de devoir assumer une virilité non souhaitée dans son travail et à la maison. » Et, à vrai dire, « son extrême soumission est presque plus dérangeante que la violence hystérique de sa femme. » Après avoir défini un « écheveau de névroses imbriquées où Anne et Georg sont tous deux bourreau et victime », Jacques Morice, chroniqueur à Télérama, conclut, quant à lui : « On a rarement vu l'amour atteindre un tel pic d'avilissement. »

## Distinctions
- Förderpreis Deutscher Film (meilleur scénario, 2008)
- Prix du jeune cinéma allemand, Meilleur film 2007 au Festival du film de Munich
- Mention spéciale du jury CICAE au Festival de Cannes 2007